# Claus Howitz
Claus Howitz (* 1. März 1927 in Hamburg; † 6. Juni 1997 in Rostock) war ordentlicher Professor für Agrarökonomik an der Universität Rostock. Zudem war er für die Demokratische Bauernpartei Deutschlands (DBD) langjähriger Abgeordneter der Volkskammer der DDR.

## Leben
Howitz wurde am 1. März 1927 als Sohn eines Kaufmanns und Landwirts in Hamburg geboren. 1929 zog seine Familie nach Barth, um dort den großelterlichen Landwirtschaftsbetrieb zu übernehmen. Howitz besuchte ab 1933 die Knabenvolksschule, später die örtliche Oberschule für Jungen. Ab 1943 wurde der sechzehnjährige Howitz zunächst als Flakhelfer auf dem Barther Fliegerhorst der Luftwaffe eingesetzt. 1944 wechselte er zum Reichsarbeitsdienst in Swinemünde, noch kurz vor Kriegsende folgte seine Einberufung zur Kriegsmarine auf Sylt. Durch das nahe Kriegsende wurde Howitz aber nicht mehr in aktive Kampfhandlungen verwickelt. Erst achtzehnjährig, wurde Howitz nach Kriegsende schnell entlassen.
Er fand zunächst im schleswigschen Steinfeld in der britischen Besatzungszone eine Lehrstelle in der Landwirtschaft. Im Frühjahr 1946 erhielt Howitz die Möglichkeit, an einem Abiturlehrgang der Domschule zu Schleswig teilzunehmen. Anschließend ging er zurück nach Barth in die sowjetische Besatzungszone, um seinen Eltern bei dem Aufbau eines landwirtschaftlichen Betriebes zu helfen. Zum Wintersemester 1946/47 schrieb sich Howitz an der Landwirtschaftlichen Fakultät der wiedereröffneten Universität Rostock ein, wo er bis 1949 studierte und die Diplomprüfung zum Diplomlandwirt mit Auszeichnung ablegte. Schon während des Studiums war er bereits als Hilfsassistent am Institut für Landwirtschaftliche Betriebslehre tätig. Nach dem Studium konnte Howitz in diesem Institut als wissenschaftlicher Aspirant verbleiben. 1952 entsprang dieser Aspirantur eine erfolgreiche Promotion mit einer Arbeit über „Die Fruchtfolgen in Mecklenburg in Abhängigkeit vom Anbauplan“, die das Prädikat „magna cum laude“ erhielt. Bereits zu Beginn seiner Forschungstätigkeit war Howitz 1949 in die noch junge DBD eingetreten.
Im September 1951 folgte Howitz einem Ruf nach Berlin, wo er zunächst als Oberreferent, später als Abteilungsleiter im neugeschaffenen Staatssekretariat für Hochschulwesen tätig war. Dort befasste er sich mit den land- und forstwirtschaftlichen sowie veterinärmedizinischen Fakultäten der DDR-Universitäten. Im Rahmen dieser Tätigkeit erarbeitete Howitz unter anderem einen fünfjährigen Studienplan für das Landwirtschaftsstudium. Auf Grund dieses Wirkens wurde Howitz auch als Mitglied in den wissenschaftlichen Beirat für das Landwirtschaftsstudium berufen.
Im September 1956 wechselte er als wissenschaftlicher Mitarbeiter in das Ministerium für Landwirtschaft, Erfassung und Forstwirtschaft und wurde gleichzeitig zum Sekretär der DDR-Delegation der Ständigen Kommission für landwirtschaftliche und wissenschaftlich-technische Zusammenarbeit auf dem Gebiet der Landwirtschaft beim Rat für Gegenseitige Wirtschaftshilfe (RGW) ernannt. Beide Funktionen hatte er bis 1961 inne. Parallel dazu hielt Howitz ab dem Sommersemester 1956 an der Universität Rostock und zeitweise an der Humboldt-Universität zu Berlin Vorlesungen zu Wirtschaftsgeografie und Agrarwirtschaft der sozialistischen und kapitalistischen Länder. 1961 ging Howitz wieder an seine Stammuniversität nach Rostock zurück, wo er zunächst bis 1966 als Dozent für Agrarökonomik lehrte. In dieser Zeit führte er bereits kommissarisch das Institut für Landwirtschaftliche Betriebslehre. 1965 wurde Howitz zum Prodekan der Landwirtschaftlichen Fakultät ernannt, diese Stelle besetzte er bis 1968. 1966 habilitierte er mit der Arbeit „Zur Methodik des Niveauvergleiches der landwirtschaftlichen Produktion zwischen den Mitgliedsländern des Rates für gegenseitige Wirtschaftshilfe“. Daraufhin erfolgte die Ernennung zum Professor mit Lehrauftrag für Agrarökonomik an der Universität Rostock. 1969 erfolgte die Berufung zum ordentlichen Professor für Ökonomie der Landwirtschaft und Nahrungsgüterwirtschaft, dieser Berufung ging er bis zu seiner Emeritierung 1992 nach.
Parteipolitisch vertrat Howitz seine Partei zunächst in regionalen Gremien. Er war von 1957 bis 1959 Abgeordneter des Kreistages Königs Wusterhausen und von 1959 bis 1967 Abgeordneter der Bezirkstage Potsdam und Rostock. Im Jahr 1967 kandidierte der mittlerweile zum Professor ernannte Howitz erstmals als Abgeordneter für die Volkskammer. Dieses Mandat behielt er bis in den März 1990. Howitz war von 1951 bis 1953 und erneut von 1957 bis 1990 Mitglied des Parteivorstandes der DBD. Auf dem 8. Parteitag der DBD im Mai 1968 wurde er zum Mitglied des Präsidiums des Parteivorstandes gewählt und hatte diese Funktion bis 1990 inne. Zwischen 1974 und 1976 ließ sich Howitz von seiner Lehrtätigkeit beurlauben, um der hauptamtlichen Tätigkeit als Sekretär des Parteivorstandes der DBD nachzugehen.

## Ehrungen
- 1961 Verdienstmedaille der DDR
- 1974 Vaterländischer Verdienstorden in Silber
- 1984 Orden Stern der Völkerfreundschaft in Silber